# 本戸村 (岐阜県)
本戸村（ほんどむら）は、かつて岐阜県安八郡に存在した村である。
現在の安八郡輪之内町本戸に該当する。

## 歴史
- 1889年（明治22年）4月1日 - 町村制により、本戸村が発足。
- 1897年（明治30年）4月1日 - 福束村、里村、南波村、中郷村、塩喰村と合併し、改めて福束村が発足。同日本戸村廃止。